# Tabora (Region)
Die Region Tabora liegt im westlichen zentralen Hochland von Tansania und hat die gleichnamige Hauptstadt Tabora.

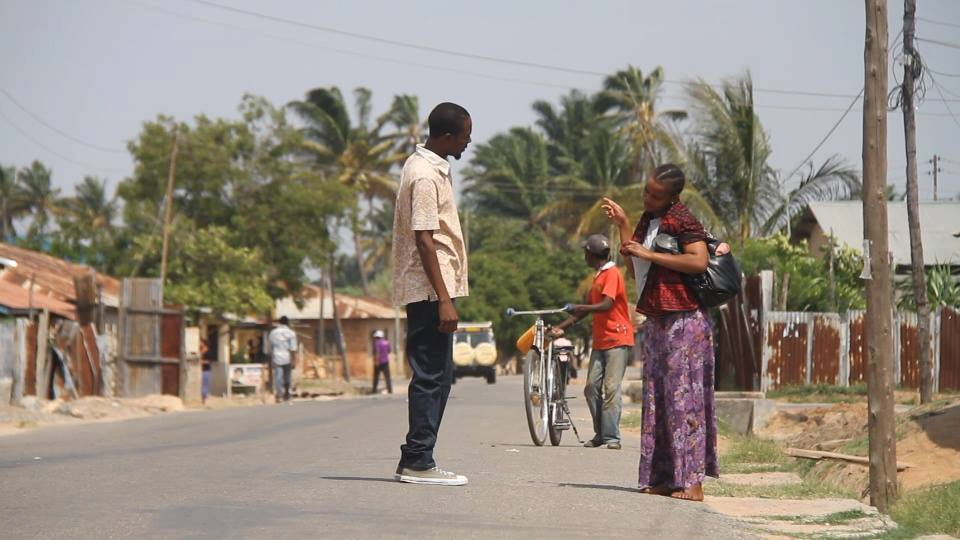
Straßenszene in der Stadt Tabora

## Geographie
Die Region hat rund 3,4 Millionen Einwohner (Volkszählung 2022) und umfasst eine Fläche von 76.151 km² (ist also in etwa so groß wie Bayern). Das Land liegt in einer Höhe von 1000 bis 1500 Meter über dem Meer, im Nordwesten und im Südosten steigen Berge auf bis zu 1800 Meter Höhe an. Der südliche und der westliche Teil des Landes werden über den Fluss Malagarasi in den Tanganjikasee entwässert, den nordöstlichen Teil entwässert der Fluss Manonga in den Eyasisee.

### Klima
In der Region herrscht tropisches Savannenklima, Aw nach der effektiven Klimaklassifikation. Die jährliche Durchschnittstemperatur liegt bei 23 Grad Celsius. Es regnet rund 900 Millimeter im Jahr, im Westen bis zu 1000 Millimeter, im Osten nur rund 700 Millimeter. Der Großteil der Niederschläge fällt von November bis April.
|                        | Jan  | Feb  | Mär  | Apr  | Mai  | Jun  | Jul  | Aug  | Sep  | Okt  | Nov | Dez  |   |      |
| Mittl. Temperatur (°C) | 22,7 | 22,8 | 22,9 | 22,6 | 22,3 | 21,6 | 21,6 | 22,8 | 24,4 | 25,7 | 25  | 23   | ⌀ | 23,1 |
| Mittl. Tagesmax. (°C)  | 27,8 | 28,2 | 28,3 | 27,9 | 28,1 | 28,3 | 28,5 | 29,7 | 31,2 | 32,3 | 31  | 28,2 | ⌀ | 29,1 |
| Mittl. Tagesmin. (°C)  | 17,6 | 17,5 | 17,6 | 17,4 | 16,5 | 14,9 | 14,7 | 15,9 | 17,7 | 19,1 | 19  | 17,9 | ⌀ | 17,1 |
|                        |      |      |      |      |      |      |      |      |      |      |     |      |   |      |
| Niederschlag (mm)      | 128  | 145  | 152  | 125  | 27   | 0    | 0    | 0    | 4    | 24   | 116 | 181  | Σ | 902  |

| 17,6 |

| 17,5 |

| 17,6 |

| 17,4 |

| 16,5 |

| 14,9 |

| 14,7 |

| 15,9 |

| 17,7 |

| 19,1 |

| 19 |

| 17,9 |

| 17,6 |

| 17,5 |

| 17,6 |

| 17,4 |

| 16,5 |

| 14,9 |

| 14,7 |

| 15,9 |

| 17,7 |

| 19,1 |

| 19 |

| 17,9 |

### Nachbarregionen
| Geita  | Shinyanga                                   | Simiyu  |
| Kigoma | Kompassrose, die auf Nachbargemeinden zeigt | Singida |
| Katavi | Mbeya                                       |         |

| Der Name Tabora kommt vom Wort Matoborwa, was in der Sprache der Nyamwezi Süßkartoffel bedeutet. Diese waren ein Grundnahrungsmittel für die Bewohner der Region. Im Jahr 1967 hatte die Region 502.068 Einwohner, 1978 stieg die Bevölkerungszahl auf 817.907, auf 1.036.293 im Jahr 1988. Bis ins Jahr 2002 stieg die Einwohnerzahl auf 1.710.465 und auf 2.291.623 im Jahr 2012. | Hier fehlt eine Grafik, die leider im Moment aus technischen Gründen nicht angezeigt werden kann. Wir arbeiten daran! |

Die Region wird in die folgenden Distrikte unterteilt:
| Distrikt                              | Einwohner 1988 | Einwohner 2002 | Einwohner 2012 | Einwohner 2016 | Einwohner 2022 |
| ------------------------------------- | -------------- | -------------- | -------------- | -------------- | -------------- |
| Igunga                                | 203.367        | 324.094        | 399.727        | 449.340        | 546.204        |
| Kaliua                                | n/a *)         | 234.442        | 393.358        | 442.182        | 678.447        |
| Nzega                                 | 296.085        | 415.203        | 502.252        | 492.237        | 574.498        |
| Nzega (TC)                            | 296.085        | 415.203        | 502.252        | 72.355         | 125.193        |
| Sikonge                               | n/a *)         | 132.733        | 179.883        | 202.210        | 335.686        |
| Tabora (MC)                           | 92.987         | 188.005        | 226.999        | 255.173        | 308.741        |
| Urambo                                | 188.081        | 134.887        | 192.781        | 216.708        | 260.322        |
| Uyui                                  | n/a *)         | 281.101        | 396.623        | 445.852        | 562.588        |
| *) Distrikt wurde nach 1988 gegründet |                |                |                |                |                |

## Bevölkerung
Die Bevölkerungspyramide zeigt die für viele afrikanische Bezirke typische breite Basis, was auf eine jugendliche Bevölkerung hinweist. Die Stadtbevölkerung hat eine Ausbuchtung in der Altersgruppe von 15 bis 24 Jahren, die bei Frauen stärker ausgeprägt ist als bei Männern. Das deutet auf eine Zuwanderung vom Land oder von anderen Regionen hin.

## Einrichtungen und Dienstleistungen
- Bildung: In der Region gibt es 671 Grundschulen und 153 weiterführende Schulen.[10]
- Gesundheit: Für die medizinische Betreuung der Bevölkerung stehen 45 Krankenhäuser und 25 Gesundheitszentren zur Verfügung (Stand 2018).[10]

| Die Landwirtschaft ist der wichtigste Wirtschaftszweig in Tabora. Zwei Drittel der arbeitenden Bevölkerung sind mit Ackerbau und Viehzucht beschäftigt. | Hier fehlt eine Grafik, die leider im Moment aus technischen Gründen nicht angezeigt werden kann. Wir arbeiten daran! |

### Landwirtschaft

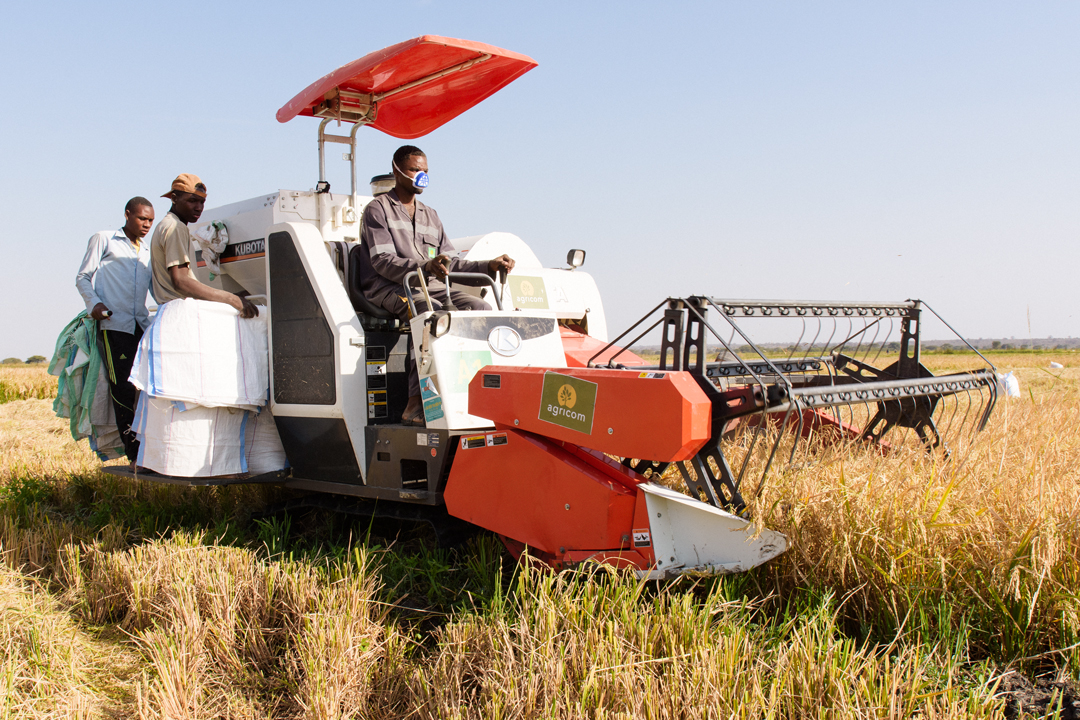
Reisernte in Igunga

### Forstwirtschaft
Das Miombo-Waldgebiet ermöglicht die Gewinnung von Bauholz und Holzkohle sowie Honig und Gummiarabikum.

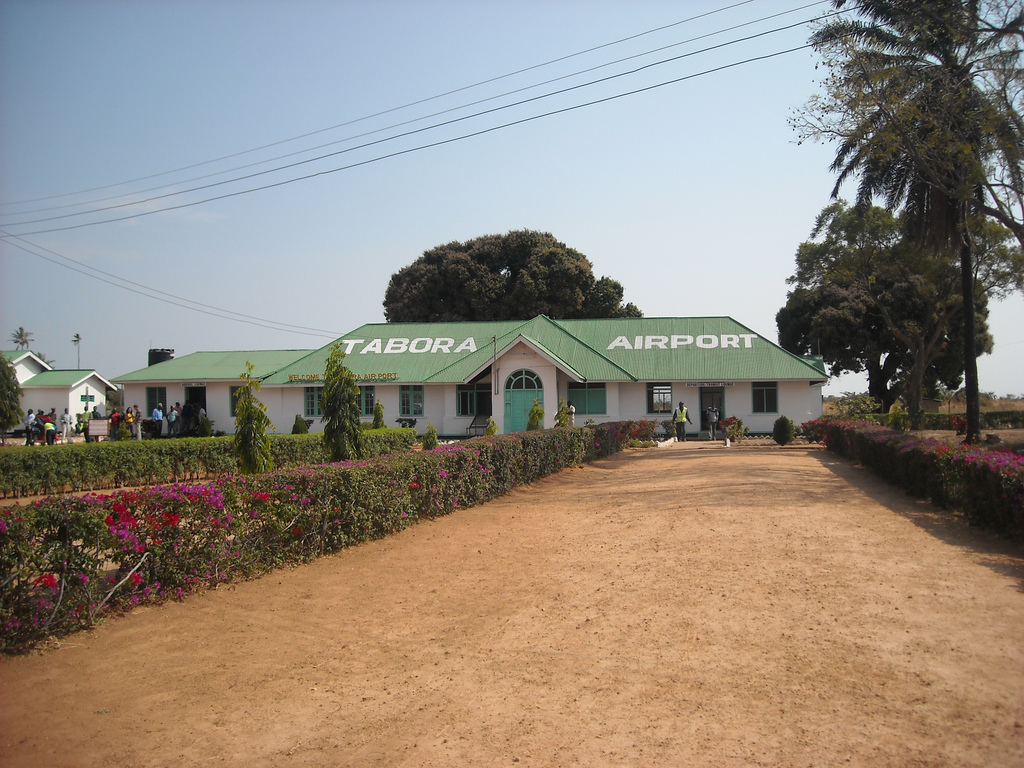
Der Flughafen Tabora

### Infrastruktur
- Eisenbahn: Durch die Region führt die Tanganjikabahn, die von Daressalam nach Dodoma und weiter quer durch Tansania nach Westen verläuft. In Tabora zweigt eine Bahnlinie nach Norden, nach Mwanza und Geita ab.[15]
- Straßen: Durch die Region verläuft die Nationalstraße T8 von Rungwa im Süden nach Shinyanga im Norden. Von dieser zweigt in Ipole im Distrikt Sikonge die Nationalstraße T23 nach Mpanda ab.[16]
- Flughafen: In Tabora gibt es einen lokalen Flughafen mit Flügen nach Daressalam, Kigoma und Kalat.[17]

## Naturschutzgebiete, Sehenswürdigkeiten
- Ugalla-River-Nationalpark: Dieses fast 5000 Quadratkilometer große Gebiet wurde im Jahr 1965 als Wildreservat eingerichtet und 2019 zum Nationalpark erklärt. Es beinhaltet ausgedehnte Miombo-Wälder und große Aulandschaften sowie Savannen mit Elefanten, Büffeln, Löwen, Leoparden, Giraffen, Zebras und große Antilopenherden.[18]
- Kigosi-Nationalpark: Dieses 7000 Quadratkilometer große ehemalige Wildreservat wurde 2019 zum Nationalpark erklärt.[19][20]
- Rungwa-Wildreservat: Das 9000 Quadratkilometer große Reservat umfasst auch Gebiete in Singida und Mbeya und ist ein Tierbeobachtungs- und -jagdreservat.[21][22]